# Morawy-Wicherki
Morawy-Wicherki – osada w Polsce, w województwie mazowieckim, w powiecie ciechanowskim, w gminie Gołymin-Ośrodek.
Do 2023 miejscowość była częścią wsi Smosarz-Dobki.
W latach 1975–1998 Morawy-Wicherki administracyjnie należały do województwa ciechanowskiego.